# Œnanthe aquatique
Oenanthe aquatica
Pour les articles homonymes, voir fenouil.
Espèce
Statut de conservation UICN

 LC  : Préoccupation mineure
L'œnanthe aquatique ou fenouil aquatique (Oenanthe aquatica) est une espèce de plantes à fleurs de la famille des Apiaceae et du genre Oenanthe. C'est une plante herbacée, toxique, originaire d'Eurasie.
Cette plante qui évoque un fenouil qui serait aquatique a une floraison annuelle ou pérenne. Comme beaucoup de plantes semi-aquatiques, elle présente deux types de feuilles très différents : les feuilles submergées sont finement divisées, ce qui n'est pas le cas des feuilles aériennes. La base de la tige atteint jusqu'à 8 cm d'épaisseur en raison de sa croissance primaire. La racine principale épaisse est à vie courte, rapidement remplacée par des racines fines, touffues ou en forme de pousses.
Les fleurs, produites de juin à septembre, produisent un nectar qui a une odeur légèrement vineuse.
Les schizocarpes sont facilement propagées par l'eau, mais une multiplication végétative existe aussi.

## Toxicité
Toutes les parties de la plante sont toxiques, contenant notamment, comme principal poison actif de l'oenanthotoxine (cycutotoxine).
Les symptômes d'empoisonnement chez l'homme ne sont pas consensuels. Les chevaux, bovins et porcs y semblent sensibles. L'absorption de la plante conduit à une gastro-entérite avec diarrhée et convulsions.

## Occurrence, répartition
Cette espèce se rencontre dans toute l'Europe, en Asie occidentale, au Kazakhstan, dans le Caucase et en Sibérie.
En Amérique du Nord, l'espèce a été introduite. 

## Habitats
Ses habitats sont certaines zones humides, tels qu'étangs envasés, abords de roselières, à des profondeurs atteignant 1 m. L'espèce tolère de fortes fluctuations du niveau de l'eau et préfère les eaux calcaires (basiques) et eutrophes (riches en nutriments). L'espèce est plutôt rare, mais peut être abondante localement. Hors de l'eau, on la trouve sur des sols humides, parfois assez secs une partie de l'année,  dont le niveau d'eau fluctue fortement et avec une profondeur variant de 50 à 100 centimètres en moyenne.          

## Écologie

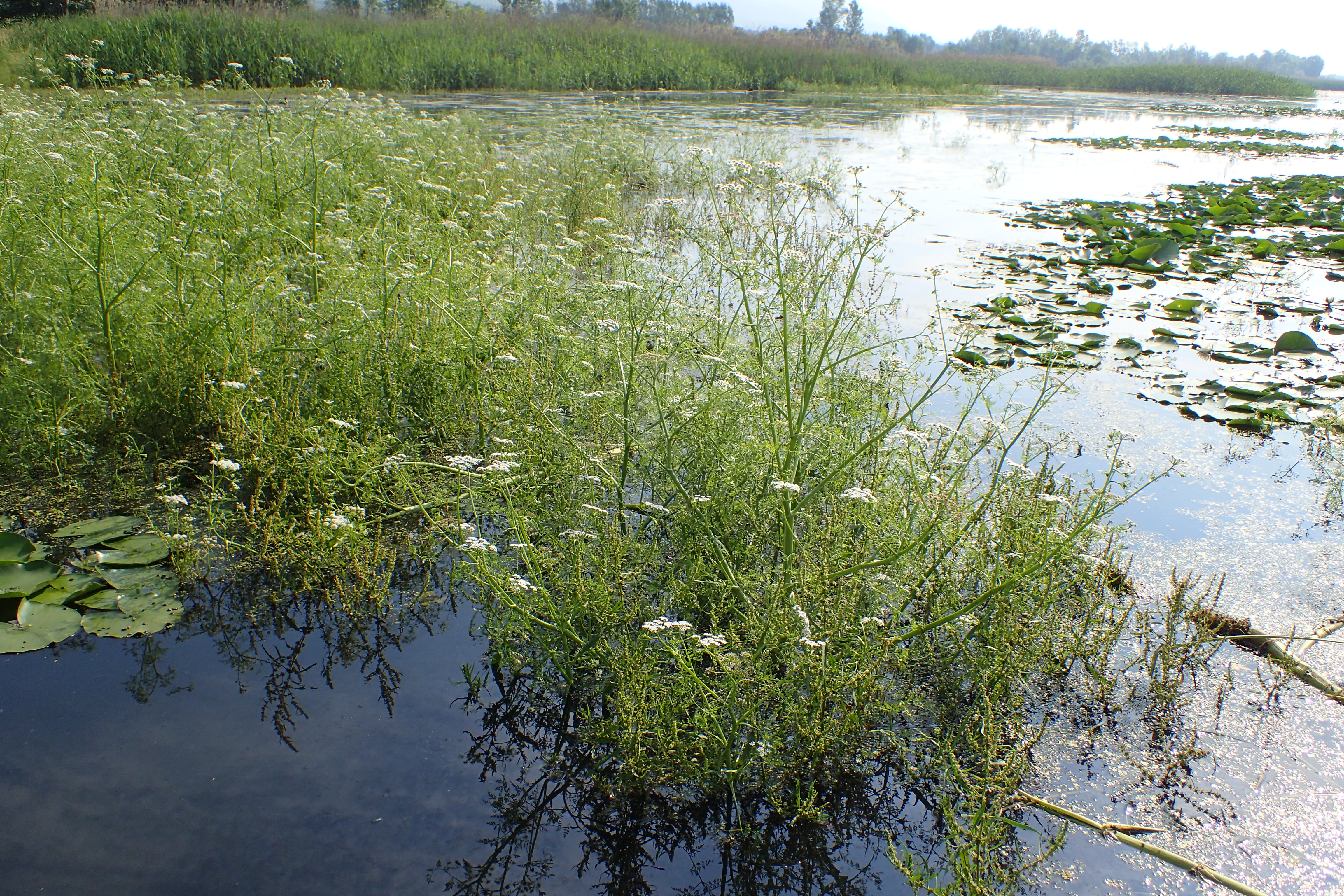
Floraison de l'Œnanthe aquatique en surface de l'eau.

Cette espèce s'est adaptée aux niveaux imprévisiblement fluctuants des berges de zones humides où elle vit, alors que sa cousine proche Oenanthe conioides (endémique des berges de l'estuaire de l'Elbe), s'est adaptée aux niveaux de l'estuaire, rythmés par le cycle des marées.

## Plante médicinale (autrefois)
Cette espèce a autrefois fait partie de la pharmacopée traditionnelle, ce pourquoi elle fait encore l'objet de recherche sur sa biochimie. Elle a fait l'objet de recherche sur sa toxicité/mutagénicité.
Elle a été utilisée contre la toux, des flatulences et pour favoriser le drainage. 

De nos jours, elle n'est plus utilisée qu'en homéopathie et parfois pour des maladies des glandes respiratoires et mammaires, l'indigestion, la gastrite ou comme additif de traitement contre la tuberculose.

## Génétique
L’œnanthe aquatique a aussi fait l'objet d'études génétiques

## Illustrations

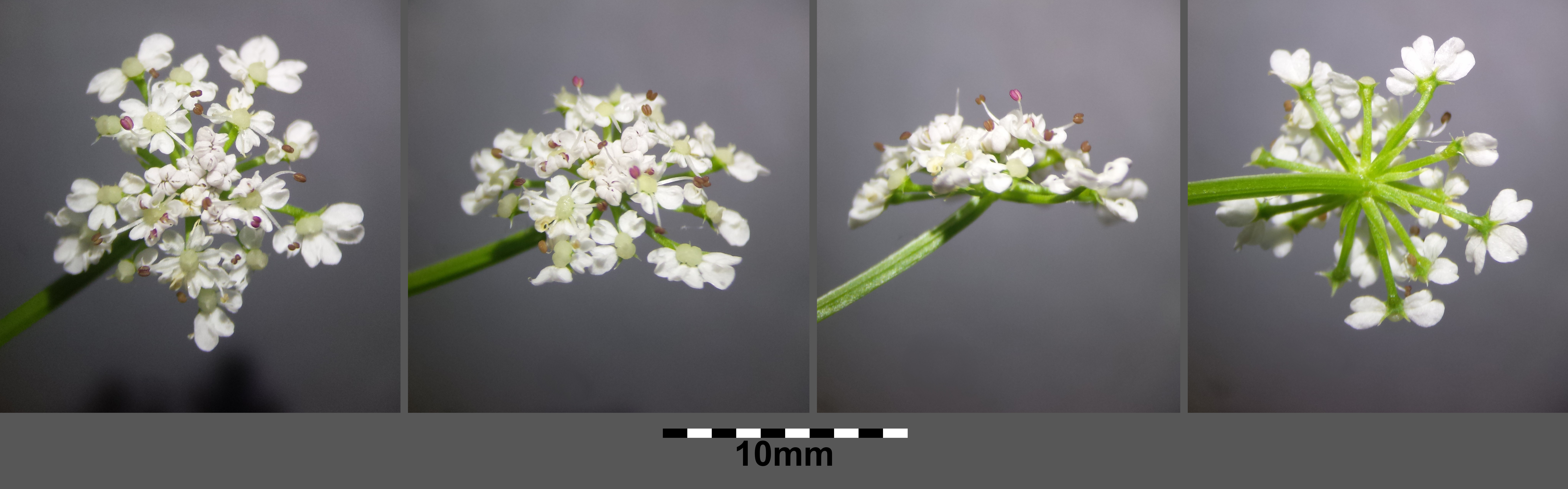
Fleurs.
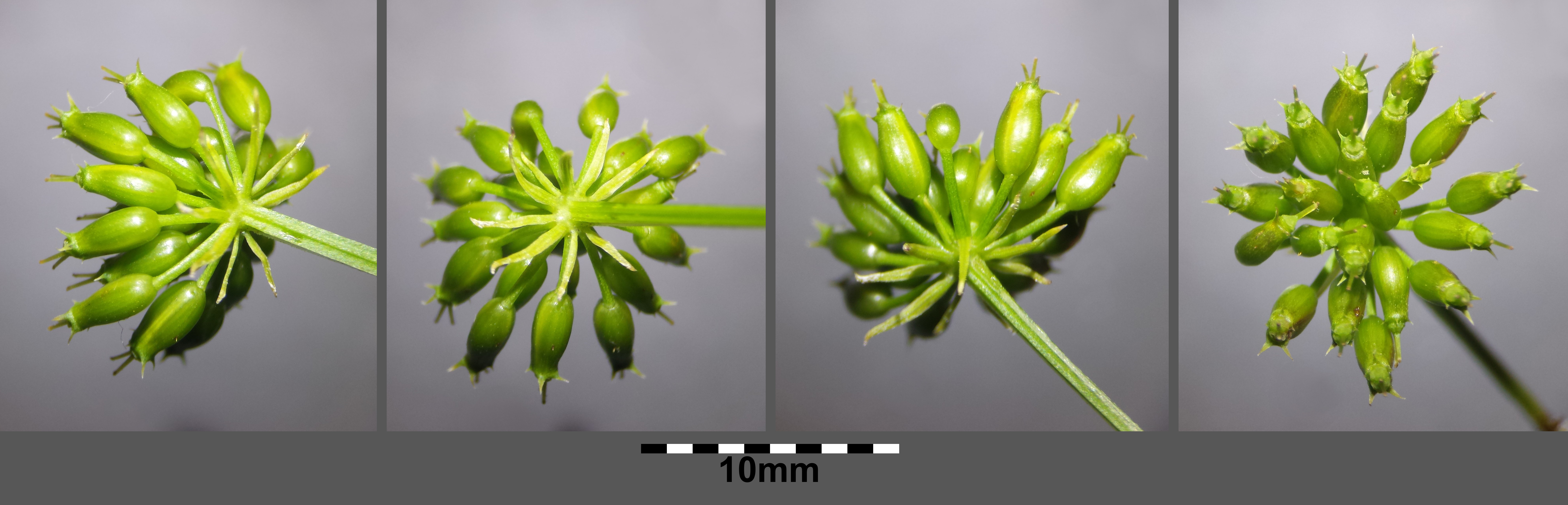
Fructification.
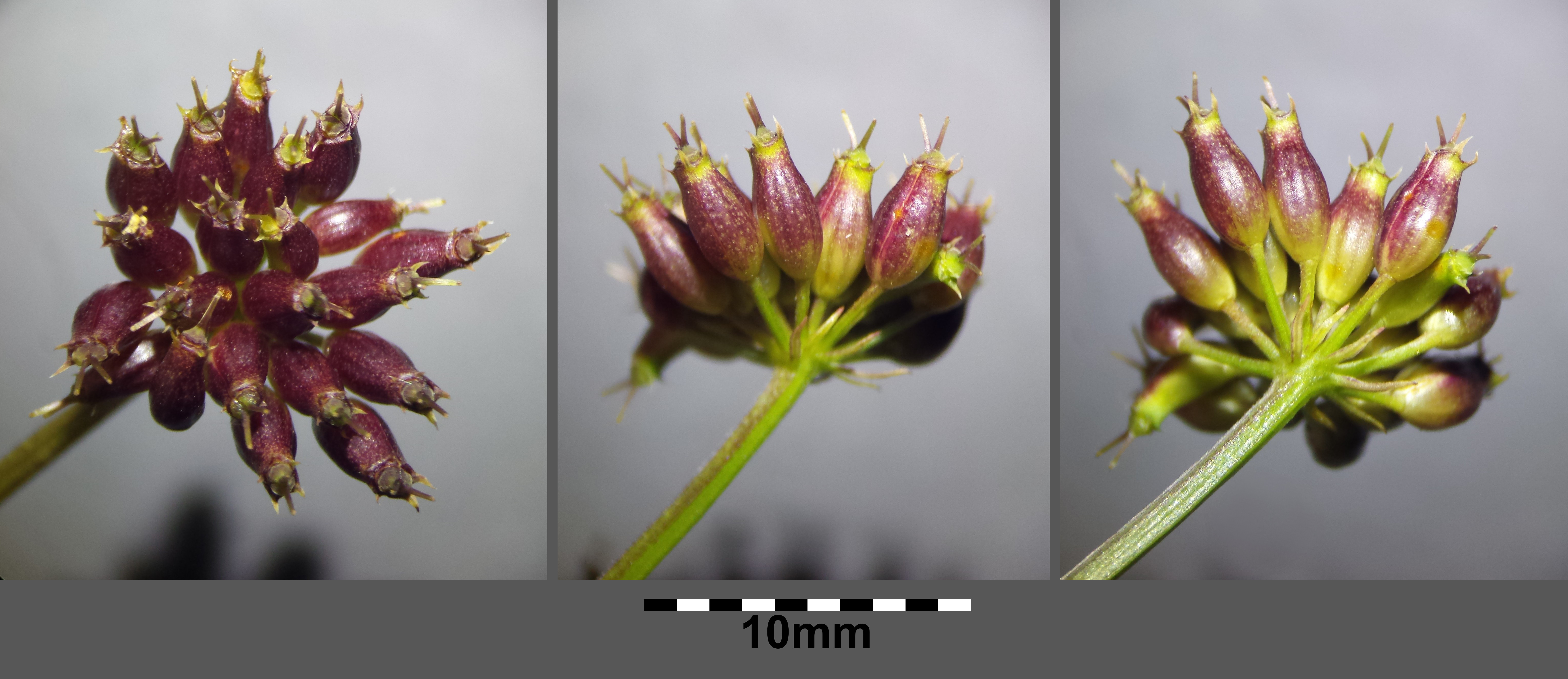
Graines.